# Sphaerobasidium
Sphaerobasidium — рід грибів родини Tubulicrinaceae. Назва вперше опублікована 1966 року.